# 陳周全
陳周全（ちんしゅうぜん、生年不詳 － 1795年）は陳周とも称し、清に台湾で発生した民衆叛乱の指導者。
陳周全は1790年代に台湾天地会の指導者となっていた。1792年、福建同安で叛乱を起こすが失敗、残党と共に台湾に逃れてきた。同年、陳周全は陳光愛など天地会の構成員と共に鳳山県署を攻撃、しかしこの叛乱にも失敗し鳳山に逃れ彰化に身を隠した。
1795年冬、林爽文事件が終息し、加えて中国商人により台湾での米の買い付けが重なり米価が高騰、彰化地区では叛乱が発生し、官兵により表面上の秩序は保たれていたが不安定な社会情勢が発生した。同年3月、陳周全はこの機会に乗じ3千の民衆を集結、叛乱を引き起こした。3月10日、天地会を主要とする舞台が鹿港を攻撃、鹿港の清朝官人を殺害、13日には八卦山及び彰化城を包囲し、15日には彰化を攻撃した。その後部隊は北上し斗六を攻撃するが、この攻撃は失敗している。
3月18日、清朝は楊廷理を斗六へと進ませ、包囲されていた斗六城を救出、その後楊廷理は彰化及び鹿港の地を回復し、その戦闘の中で陳周全は捕らえられ、後に殺害された。